# Anise Koltz
Anise Koltz (Ciudad de Luxemburgo, 12 de junio de 1928 - 1 de marzo de 2023) fue una escritora y traductora luxemburguesa en lengua francesa y alemana. Sus aportaciones más relevantes pertenecen al género de la poesía, habiendo recibido entre otras distinciones el Premio Goncourt (2018).

## Biografía
Nacida en Eich, Luxemburgo, en 1928, con ascendencia checa, alemana, belga e inglesa, Anise Koltz empezó su carrera escribiendo cuentos infantiles a mediados de la década de 1950, principalmente en alemán. También trabajó como traductora.
Spuren nach innen, la primera colección de poemas de Koltz, se publicó en 1960 en Luxemburgo. En 1962, fue cofundadora junto a Nic Weber de la exitosa serie de conferencias Journées littéraires de Mondorf (actualmente Académie Européenne de Poésie), institución en la que ha cumplido siempre un importante rol y que ha creado vínculos entre los escritores de Luxemburgo y los del resto de Europa.
Fue miembro de la Académie Mallarmé de París, del Pen-Club de Bélgica y del Instituto Grand-Ducal de Luxembourg, Section des Arts et des Lettres, entre otras instituciones. Publicó más de una veintena de libros de poemas y entre sus premios se encuentran algunos como el Blaise Cendrars (1992), el Grand Prix de Littérature Française Hors de France (1994), el Premio Nacional de Literatura de Luxemburgo Batty Weber (1996), el Prix Apollinaire (1998) y el Goncourt de Poesía (2018) por el conjunto de su obra. Sus volúmenes de poesía en francés han sido parcialmente traducidos al inglés, al español y al italiano. Ha sido considerada la poeta contemporánea más relevante de Luxemburgo.
Anise Koltz falleció el 1 de marzo de 2023, a los 94 años de edad.

## Temática y estilo
La escritura poética de Anise Koltz, que toma exclusivamente el francés como idioma a partir de su obra Chants de refus (1993, ampliado en 1995; traducido al español por José M. G. Holguera como Cantos de rechazo, Hiperión, 1998), se caracteriza por la concisión, la crudeza y el uso expresivo del silencio. Con un tono sentencioso sus poemas, que suelen ser breves y tensos, abordan temas como la finitud del ser humano, el amor, la incomunicación, la religión (desde un punto de vista rebelde y descreído, como atestigua el título de uno de sus poemarios: Béni soit le serpent, "bendita sea la serpiente") y el papel de la propia escritura en todos estos ámbitos.
En palabras de su traductora al catalán, la poeta Anna Montero, «la poesía de Anise Koltz es cruel. Como ella misma dice, los versos no son productos estéticos para cantar la belleza del mundo, sino que denuncian la insensatez de la muerte, la ausencia de Dios, la desposesión del pasado, la hipocresía de los sentimientos y valores más admitidos.  Sin concesiones, nos recuerda que nuestro destino es la nada, que las palabras no valen contra la incertidumbre, contra el miedo. Sin embargo, existe una fuerza en su poesía que ahuyenta el victimismo».

## Premios y distinciones
- 1992 - Premio Jean Malrieu
- 1992 - Premio Blaise Cendrars
- 1994 - Premio Antonio Viccaro por Chants de refus
- 1996 - Premio Batty Weber
- 1997 - Premio Rheinlandtaler de Landschaftsverband Rheinland
- 1998 - Premio Guillaume Apollinaire por Le mur du son
- 2005 - Premio Jan Smrek de Eslovaquia por el conjunto de su obra literaria
- 2008 - Premio Servais por L'ailleurs des mots
- 2009 - Premio de literatura francófona Jean Arp por La lune noircie
- 2018 - Premio Goncourt de Poesía por el conjunto de su obra

## Obras
En alemán
- Märchen, Luxemburg, 1957
- Heimatlos, Gedichte, Luxemburg, 1959
- Wolkenschimmel und andere Erzählungen, Luxemburg, 1960
- Spuren nach innen, 21 Gedichte, Luxemburg, 1960
- Steine und Vögel, Gedichte, Munic/Esslingen, 1964
- Den Tag vergraben, Bechtle Verlag, 1969
- Fragmente aus Babylon, Delp Verlag, 1973

Bilingüe alemán y francés
- Le cirque du soleil, Pierre Seghers, 1966
- Vienne quelqu’un, Rencontre, 1970
- Fragments de Babylone, Fagne, 1974
- Sich der Stille hingeben, Heiderhoff Verlag, 1983

En francés
- Le jour inventé, París, 1975
- La terre monte, Belfond, París, 1980
- Souffles sculptés, Guy Binsfeld, 1988
- Chants de refus I et II, phi, 1993 y 1995
- Le mur du son, phi, 1997
- Le paradis brûle, La Différence, 1998
- La terre se tait, phi, 1999
- Le cri de l'épervier, phi, 2000
- Le porteur d'ombre, phi, 2001
- L'avaleur de feu, phi, 2003
- Béni soit le serpent, phi, 2004
- L'ailleurs des mots, Éditions Arfuyen, 2007, Premi Jean Servais
- La Lune noircie, Éditions Arfuyen, 2009
- La Muraille de l'Alphabet, phi, 2010
- Je renaîtrai, Éditions Arfuyen, 2011

Traducciones al castellano
- Cantos de rechazo, Hiperión, Madrid, trad. de José M. G. Holguera, 1998. ISBN 13: 978-8475175737
- Bendita sea la serpiente & El tragador de fuego, La Garúa, Barcelona, trad. de Evelio Miñano, 2009. ISBN '978-8493562441